# Академкнига
Корпорація «Академкнига» НАН України — установа при Президії НАН України.
До складу Корпорації «Академкнига» входять:
- Книгарня видавництва «Наукова думка»
- Магазин «Академкнига» № 7[2]
- Фірмовий магазин «Академкнига»

До початку 1990-х книгарні входили підпорядковувалися утвореній у 1938 книготорговій організації «Академкнига», що займалася розповсюдженням літератури, випущеної видавництвом АН СРСР. До кінця 1980-х «Академкнига» мала відділення в багатьох великих містах СРСР і становила всесоюзну мережу книжкових магазинів, які поширювали літературу видавництва «Наука».